# Kość z Lebombo
Kość z Lebombo – kawałek kości strzałkowej pawiana znaleziony w 1970 roku w trakcie wykopalisk w jaskini Border Cave na terenie granicznym pomiędzy Południową Afryką i Eswatini, w obszarze pasma Lebombo. Kość ta należy do najstarszych znanych obiektów matematycznych. Zawiera ona 29 wyraźnych nacięć. Wiek kości szacuje się na 37 000 lat, co oznacza, że wykonano ją około 35 000 lat p.n.e. Sama kość przypomina kalendarze na kiju w dalszym ciągu używane przez Buszmenów w Namibii. Liczba nacięć na kości sugeruje, że mógł to być kalendarz lunarny lub zapis cyklu miesiączkowego.